# فليتشير بينتون
فليتشير بينتون (بالإنجليزية: Fletcher Benton)‏ هو رسام أمريكي، ولد في 25 فبراير 1931 في جاكسون في الولايات المتحدة.